# Pawel Sergejewitsch Tschechow
Pawel Sergejewitsch Tschechow (russisch Па́вел Серге́евич Че́хов; englisch Pavel Sergeyevich Chekhov; * 27. Juli 1988 in Moskau) ist ein ehemaliger russischer Tennisspieler.

## Karriere
Als Junior nahm Tschechow 2004 an der Juniorenausgabe des Davis Cups teil. Er spielte bei allen vier Grand-Slam-Turnieren und stand 2005 bei den French Open im Doppel im Halbfinale. Ein Jahr später gelang ihm dies bei den Australian Open und Wimbledon Championships auch im Einzel. Er erreichte im Dezember 2006 mit dem 10. Rang seine beste Platzierung.
Seine ersten Turniere bei den Profis spielte Tschechow bereits 2005, regelmäßig trat er ab 2007 auf der ITF Future Tour und ATP Challenger Tour an. In diesem Jahr gewann er im Einzel seine ersten beiden Future-Titel, im Doppel drei. Bei der Sommer-Universiade in Bangkok gewann er mit Alexander Krasnoruzki die Silbermedaille im Doppel. Im Oktober kam er zu seinem Debüt auf der ATP Tour. In St. Petersburg erhielt er von den Turnierverantwortlichen eine Wildcard für das Einzelfeld. Er verlor sein Auftaktmatch gegen den tschechischen Qualifikanten Lukáš Dlouhý in zwei Sätzen. Auf der Challenger Tour erreichte er in Neu-Delhi mit Michail Jelgin sein erstes Doppelfinale. Er beendete das Jahr im Einzel in den Top 300, im Doppel stand er auf dem 365. Rang der Weltrangliste.
2008 gewann er seinen dritten Einzeltitel auf der Future Tour und erreichte im April mit dem 231. Rang seinen Karrierebestwert. Im Doppel erreichte er bei drei Challenger-Turnieren das Halbfinale, erst in Buxoro zog er wieder ins Finale ein. Dort schlug er mit Michail Jelgin das topgesetzte Duo Łukasz Kubot/Oliver Marach in zwei Sätzen und gewann seinen ersten Challengertitel. Ein Jahr später ließ er seinen zweiten Titel folgen. Mit Alexei Kedrjuk gewann er in Fargʻona gegen Pierre-Ludovic Duclos und Aisam-ul-Haq Qureshi. Er verbesserte sich dadurch in der Weltrangliste und erreichte mit dem 187. Rang seine beste Platzierung. Im Oktober debütierte Tschechow auch im Doppel auf der ATP Tour. Er erhielt erneut in St. Petersburg eine Wildcard. An der Seite von Waleri Rudnew verlor er seine Erstrundenpartie in drei Sätzen. Im Anschluss daran konnte er nicht mehr an seine Erfolge anknüpfen, sodass er ab 2010 nicht mehr in der Weltrangliste geführt wurde. Nach ein paar vereinzelten Turnierauftritten 2011 und 2012 beendete er im Juli 2012 seine aktive Profikarriere.

## Erfolge
| Legende (Anzahl der Siege)  |
| Grand Slam                  |
| ATP World Tour Finals       |
| ATP World Tour Masters 1000 |
| ATP World Tour 500          |
| ATP World Tour 250          |
| ATP Challenger Tour (2)     |

### Doppel

#### Turniersiege
| Nr. | Datum           | Turnier  | Belag     | Partner        | Finalgegner                                | Ergebnis         |
| --- | --------------- | -------- | --------- | -------------- | ------------------------------------------ | ---------------- |
| 1.  | 15. August 2008 | Buxoro   | Hartplatz | Michail Jelgin | Łukasz Kubot Oliver Marach                 | 7:62, 6:1        |
| 2.  | 22. Mai 2009    | Fargʻona | Hartplatz | Alexei Kedrjuk | Pierre-Ludovic Duclos Aisam-ul-Haq Qureshi | 4:6, 6:3, [10:5] |